# Cavernotettix
Cavernotettix is een geslacht van rechtvleugeligen uit de familie grottensprinkhanen (Rhaphidophoridae). De wetenschappelijke naam van dit geslacht is voor het eerst geldig gepubliceerd in 1966 door Richards.

## Soorten
Het geslacht Cavernotettix omvat de volgende soorten:
- Cavernotettix buchanensis Richards, 1966
- Cavernotettix craggiensis Richards, 1974
- Cavernotettix flindersensis Chopard, 1944
- Cavernotettix montanus Richards, 1966
- Cavernotettix wyanbenensis Richards, 1966